# Kamilla Bartone
Kamilla Bartone (* 7. Juni 2002 in Riga) ist eine lettische Tennisspielerin.

## Karriere
Bartone begann mit sechs Jahren das Tennisspielen und spielt überwiegend ITF-Turniere, bei denen sie bislang drei Titel im Einzel und neun im Doppel gewann.
Beim Juniorinneneinzel der Australian Open 2019 erreichte sie das Viertelfinale, wo sie gegen die spätere Siegerin Clara Tauson mit 2:6 und 3:6 verlor. Im Juniorinneneinzel der French Open 2019 erreichte sie das Achtelfinale, zusammen mit ihrer Partnerin Oxana Selechmetjewa das Viertelfinale im Juniorinnendoppel ebenso wie das Finale im Juniorinnendoppel in Wimbledon.
Ihr Debüt auf der WTA Tour gab Bartone bei den Baltic Open 2019, wo sie sowohl im Doppel, als auch in der Qualifikation zum Hauptfeld m Einzel mit einer Wildcard startete. Im Einzel unterlag sie bereits in der ersten Qualifikationsrunde Julia Grabher mit 6:73 und 3:6, im Doppel mit ihrer Partnerin Xenija Aljoschina mit 2:6 und 1:6 der Paarung Sharon Fichman und Nina Stojanović. Bei den boso Ladies Open Hechingen 2019 erreichte sie mit einem Sieg über Carmen Schultheiss als Qualifikantin die zweite Runde, wo sie Tamara Korpatsch mit 3:6 und 4:6 unterlag.
2020 gehörte sie zum deutschen Porsche Talent Team, sie strebt die deutsche Staatsbürgerschaft an.
Bartone spielte 2019 in der 2. Tennis-Bundesliga für den Club an der Alster Hamburg.

## Turniersiege

### Einzel
| Nr. | Datum             | Turnier             | Kategorie | Belag             | Finalgegnerin              | Ergebnis      |
| --- | ----------------- | ------------------- | --------- | ----------------- | -------------------------- | ------------- |
| 1.  | 22. November 2020 | Haabneeme           | ITF W15   | Hartplatz (Halle) | Stéphanie Visscher         | 6:3, 6:4      |
| 2.  | 22. Oktober 2023  | Scharm asch-Schaich | ITF W15   | Hartplatz         | Lamis Alhussein Abdel Aziz | 7:5, 2:6, 7:5 |
| 3.  | 28. Juli 2024     | Kuršumlijska Banja  | ITF W15   | Sand              | Natalija Senić             | 6:3, 6:4      |

### Doppel
| Nr. | Datum             | Turnier             | Kategorie | Belag             | Partnerin           | Finalgegnerinnen                   | Ergebnis         |
| --- | ----------------- | ------------------- | --------- | ----------------- | ------------------- | ---------------------------------- | ---------------- |
| 1.  | 23. Oktober 2021  | Hamburg             | ITF W25   | Hartplatz (Halle) | Ylena In-Albon      | Olivia Gadecki Sada Nahimana       | 6:4, 6:3         |
| 2.  | 5. März 2022      | Nur-Sultan          | ITF W25   | Hartplatz (Halle) | Jekaterina Makarowa | Anna Sisková Marija Timofejewa     | 1:6, 7:5, [10:8] |
| 3.  | 21. Oktober 2023  | Scharm asch-Schaich | ITF W15   | Hartplatz         | Sevil Yoʻldosheva   | Alissa Kjummel Jekaterina Makarowa | 6:2, 6:3         |
| 4.  | 24. November 2023 | Ortisei             | ITF W25   | Hartplatz (Halle) | Anastasia Abbagnato | Indy de Vroome Katarina Kozarov    | 6:4, 6:2         |
| 5.  | 30. Dezember 2023 | Navi Mumbai         | ITF W40   | Hartplatz         | Jekaterina Makarowa | Funa Kozaki Misaki Matsuda         | 6:3, 1:6, 10:7   |
| 6.  | 13. April 2024    | Bujumbura           | ITF W35   | Sand              | Sada Nahimana       | Naïma Karamoko Diāna Marcinkēviča  | 4:6, 6:3, [10:7] |
| 7.  | 13. Juli 2024     | Kuršumlijska Banja  | ITF W15   | Sand              | Darja Viďmanová     | Dimitra Pavlou Anja Stanković      | 6:4, 6:2         |
| 8.  | 20. Juli 2024     | Kuršumlijska Banja  | ITF W15   | Sand              | Darja Viďmanová     | Madelief Hageman Draginja Vuković  | 6:3, 6:3         |
| 9.  | 2. November 2024  | Istanbul            | ITF W35   | Hartplatz (i)     | Andreea Prisăcariu  | Jacqueline Cabaj Awad Iva Primorac | 6:4, 6:2         |